# موتور نظربشام
موتور نظربشام یا موتور نظربشام ناروئی خ حصاروئیه روستایی در دهستان نصرت‌آباد بخش نصرت‌آباد شهرستان زاهدان استان سیستان و بلوچستان ایران است.

## جمعیت
بر پایه سرشماری عمومی نفوس و مسکن در سال ۱۳۹۵ جمعیت این روستا ۵۴ نفر (۱۳خانوار) بوده‌است.